# Vildé-Guingalan
Vildé-Guingalan is een gemeente in het Franse departement Côtes-d'Armor (regio Bretagne). De plaats maakt deel uit van het arrondissement Dinan. Vildé-Guingalan telde op 1 januari 2022 1.294 inwoners.

## Geografie
De oppervlakte van Vildé-Guingalan bedraagt 7,35 km², de bevolkingsdichtheid is 169 inwoners per km² (per 1 januari 2019).
De onderstaande kaart toont de ligging van Vildé-Guingalan met de belangrijkste infrastructuur en aangrenzende gemeenten.

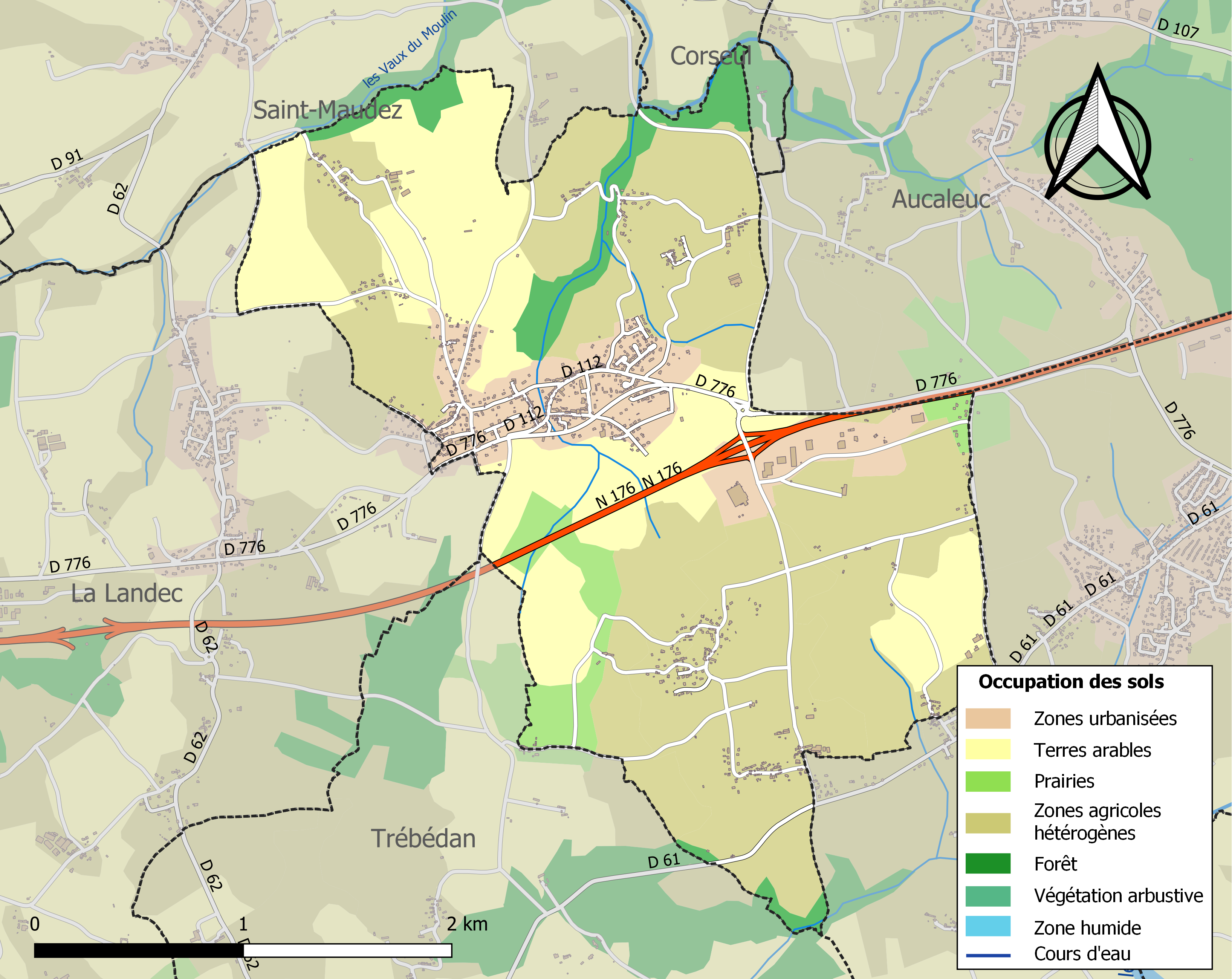

## Demografie
Onderstaande figuur toont het verloop van het inwonertal (bron: INSEE-tellingen).

## Afbeeldingen

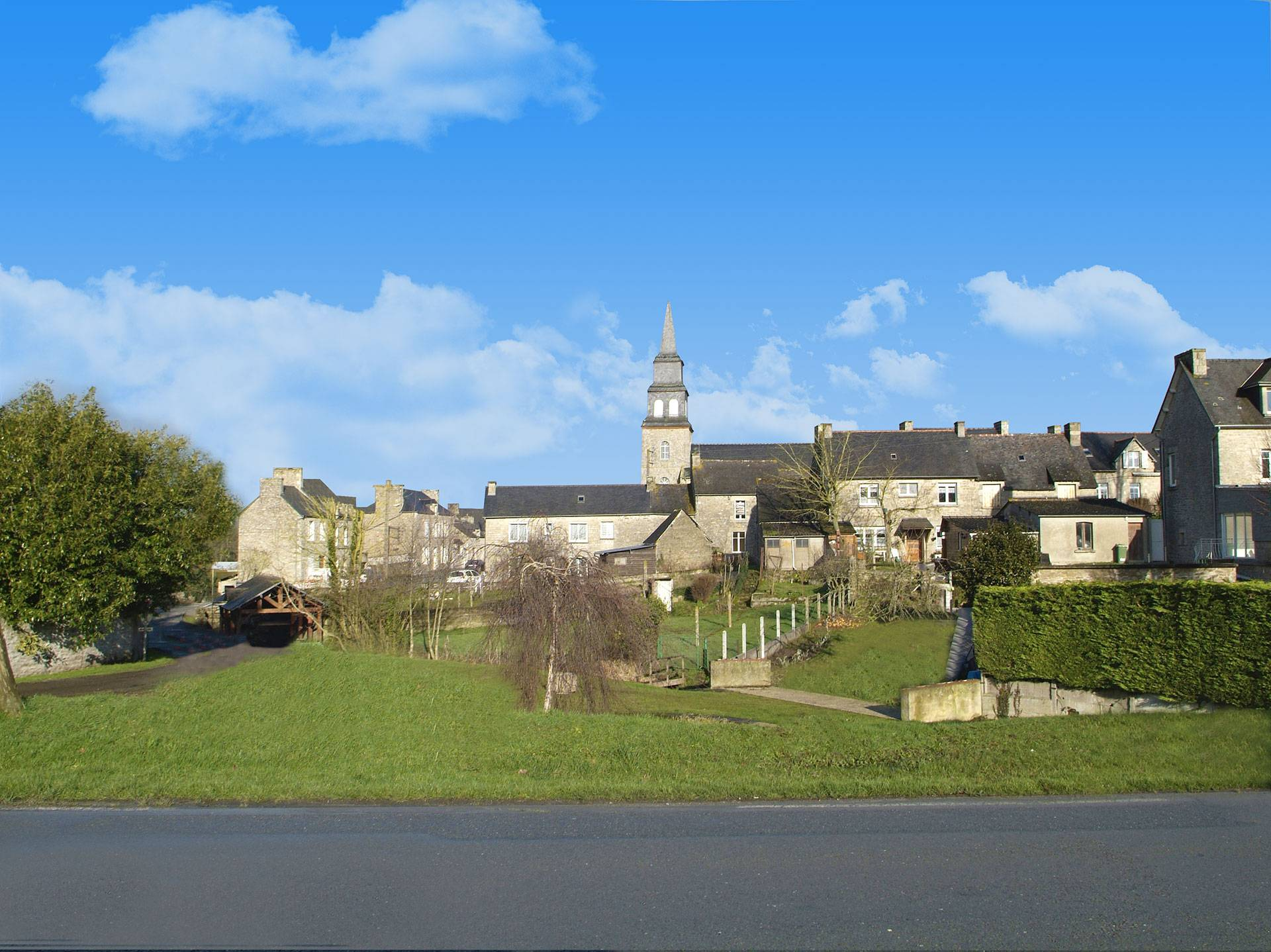
Centrum
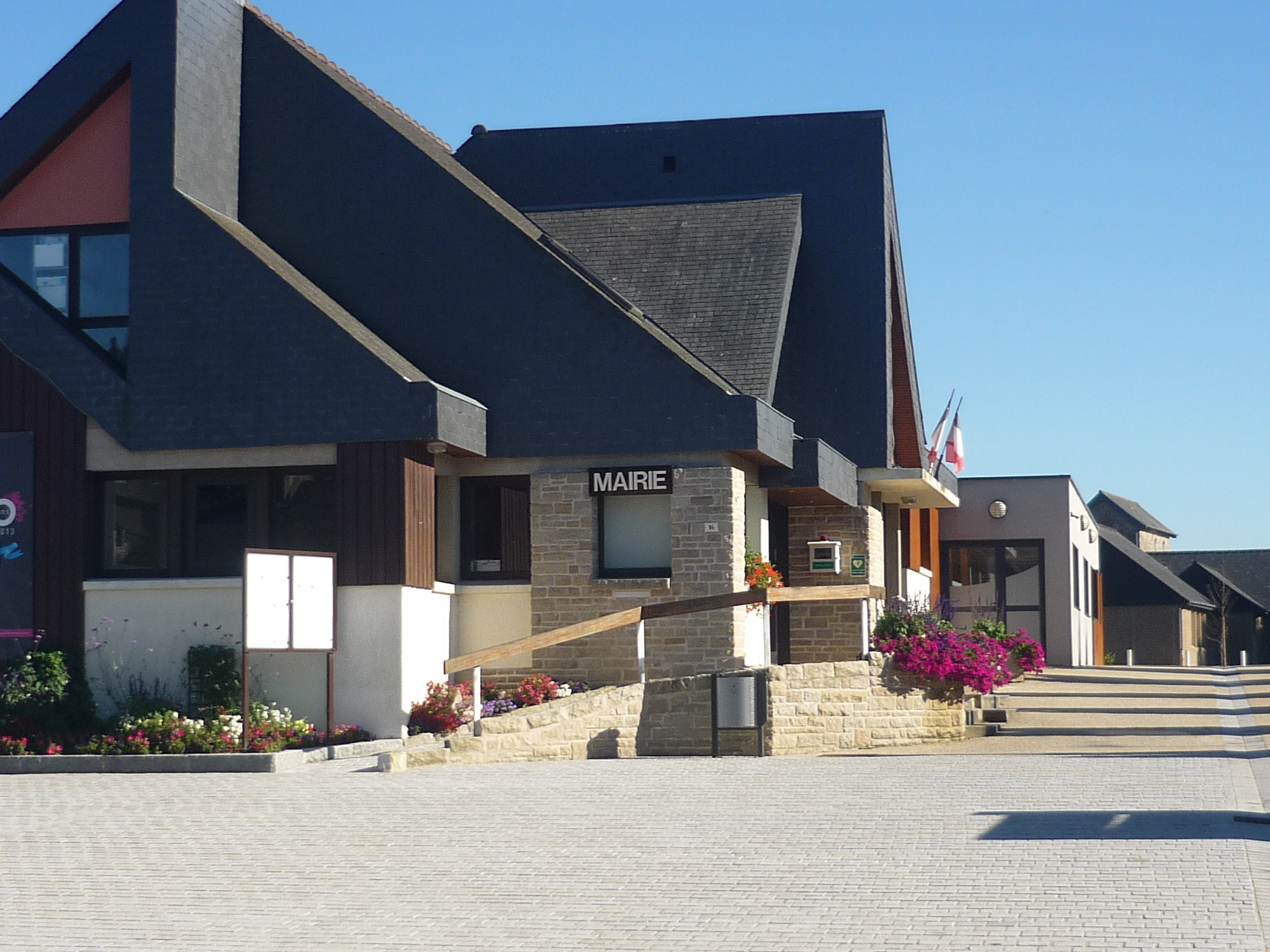
Gemeentehuis